# Vol Garuda Indonesia 152
Le 26 septembre 1997, l'Airbus A300 assurant le vol Garuda Indonesia 152, un vol intérieur régulier entre l'aéroport international Soekarno-Hatta, à Jakarta, et l'aéroport de Medan-Polonia, sur l'île de Sumatra, en Indonésie, s'écrase dans une forêt à flanc de montagne, lors de son approche vers Medan. On ne compte aucun survivant parmi les 234 passagers et membres d'équipage à bord. Il s'agit de l'accident aérien le plus meurtrier dans l'histoire de l'Indonésie.

## Avion
L'appareil impliqué est un Airbus A300B4-220 FFCC, ou « Forward Facing Crew Cockpit ». Le modèle FFCC est une version modifiée de l'A300B4, dans laquelle le poste du mécanicien navigant est supprimé et les commandes associées sont simplifiées et déplacées pour être positionnées sur le panneau supérieur entre les deux pilotes, ce qui en fait le premier modèle d'avion gros-porteur piloté par seulement deux pilotes. Cet agencement est similaire à celui de l'Airbus A310, la différence étant que la version FFCC conserve la plupart des instruments de vol analogiques de l'A300 d'origine. Le modèle FFCC sera ensuite développé et amélioré pour donner l'Airbus A300-600, dans lequel tous les éléments du poste de pilotage sont conformes aux normes de l'A310, y compris l'ajout d'instruments de vol électroniques. 
Cet avion de ligne moyen-courrier a été livré en 1982 à Garuda Indonesia, était propulsé par deux turboréacteurs à double flux, de type Pratt & Whitney JT9D-59A, et totalisait 26 950 heures de vol et plus de 16 500 cycles (décollage/atterrissage) au moment de l'accident.

## Déroulement de l'accident
Le vendredi 26 septembre 1997, à 13h13 (heure locale), les contrôleurs aériens de l'aéroport de Medan-Polonia ont autorisé le vol 152 à effectuer une approche de type ILS sur la piste 05, à partir de son cap initial de 316 degrés. La visibilité était alors réduite sur la zone à cause de la fumée d'un incendie de forêt. Ce vol, piloté par le commandant Hance Rachmo Wiyogo (41 ans), un pilote avec 19 ans d'expérience chez Garuda Indonesia et près de 12 000 heures de vol, et le copilote Tata Zuwaldi (également 41 ans), un ancien mécanicien navigant récemment passé au grade de pilote, a reçu pour instruction de tourner à gauche sur un cap de 240 degrés, afin d'intercepter le localizer (LOC), qui fournit l'écart de l'avion par rapport à l'axe de la piste. Deux minutes avant l'impact, l'équipage est invité à accentuer encore plus son virage à gauche, au cap 215 degrés. À 13h30, le contrôleur de Medan a demandé à l'équipage de descendre à 2 000 pieds (610 m) et de tourner à droite au cap 046 degrés pour s'aligner sur la piste 05, et a demandé à l'équipage de signaler la direction vers laquelle l'avion arrivait. 
Le contrôleur aérien gérant le vol ne savait alors plus à quel avion il parlait, car plus tôt dans la journée, un autre vol portant le même numéro (vol 152 de Merpati Nusantara Airlines) a été géré par ce même contrôleur aérien, ce qui l'a conduit à dire par erreur "Merpati 152, tournez à gauche en direction du cap 240 pour intercepter la piste 05 depuis la droite" ; comme le mauvais indicatif d'appel a été utilisé, les pilotes du vol de la Garuda n'ont pas tenu compte de ces instructions. Le contrôleur, n'ayant pas reçu de réponse, a demandé aux pilotes d'attirer leur attention, cette fois en utilisant le bon indicatif d'appel, « Indonesia 152 ». 

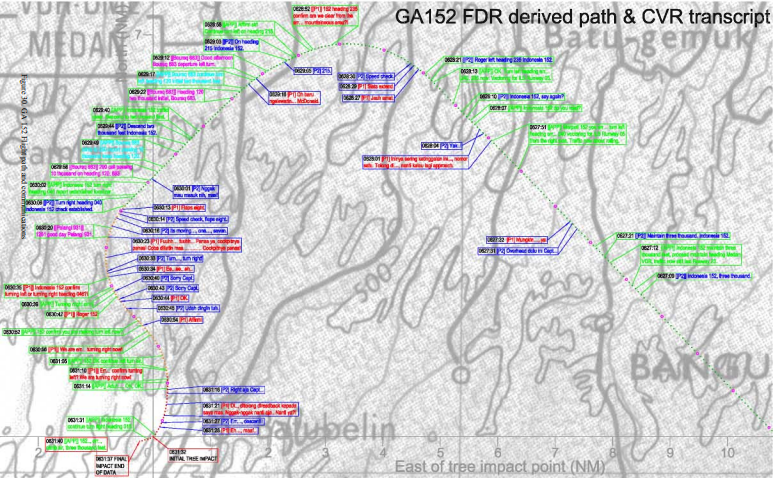
La trajectoire de vol du vol 152, avec des extraits de la transcription de l'enregistreur phonique (CVR).

Le contrôleur a ensuite répété la plupart de ses instructions, mais en omettant spécifiquement de répéter que le vol effectuerait son approche du côté sud de la piste, soit par la droite. Les pilotes ont cru à tort qu'ils effectuaient l'approche du côté nord de l'aéroport, ce que reflétait les informations figurant sur la carte d'approche qu'ils utilisaient habituellement. Ainsi, lorsque les pilotes ont reçu pour instruction de tourner à droite au cap 046, en maintenant 2 000 pieds (610 m) pour capturer l'ILS et s'aligner sur la piste 05, le commandant de bord a entamé un virage à gauche au cap 046, par habitude (ou peut-être en raison de la carte d'approche standard). Le copilote a été distrait pendant le virage et n'a pas remarqué que l'avion tournait à gauche. Lorsqu'il l'a remarqué, il a signalé au commandant qu'il tournait dans la mauvaise direction, et celui-ci a demandé au contrôleur dans quelle direction ils devaient tourner, ce à quoi le contrôleur a confirmé qu'ils devaient tourner à droite. 
Une conversation confuse a alors eu lieu à propos de la direction à prendre, le contrôleur n'ayant pas une idée claire de ce que faisait l'avion, car il ignorait qu'il avait omis certaines instructions importantes après son erreur concernant l'indicatif d'appel, et en raison du fait que les informations du système radar de l'aéroport de Medan ne s'actualisait que toutes les 12 secondes.
Sans une vision constante et à jour du cap du vol 152, le contrôleur a pensé que l'avion poursuivait son virage à gauche, alors qu'il tournait à droite et au-dessus d'une zone montagneuse. Pendant ce temps, l'A300 est descendu en dessous de l'altitude assignée de 2 000 pieds, probablement parce que le commandant de bord a saisi par mégarde une mauvaise altitude dans les paramètres de vol. Les pilotes ne l'ont pas remarqué alors qu'ils étaient concentrés sur l'exécution du virage vers le bon cap. 

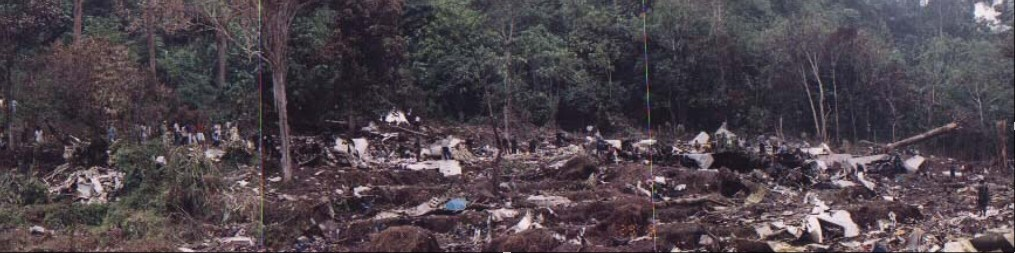
Vue panoramique du site du crash du vol 152.

Cinq secondes avant l'impact initial, le copilote remarque alors qu'ils sont descendu en-dessous de l'altitude minimale de sécurité. L'enregistreur de paramètres (FDR) a enregistré une augmentation du tangage et de la puissance des réacteurs, indiquant une remise de gaz probablement commandée par l'équipage dans le but de corriger l'altitude de l'avion. À 13h32, l'A300 a d'abord percuté un premier arbre, arrachant 1,5 mètre de l’aile droite, avant de s'écraser dans la forêt, avec la partie restante de l’aile droite touchant le sol en premier, situé dans une zone montagneuse à 27 km de l'aéroport et une altitude de 1 550 pieds (470 m). La violence du choc à complétement détruit l'appareil, tuant sur le coup les 222 passagers et 12 membres d'équipage présents à bord.

## Victimes
Les passagers étaient pour la plupart indonésiens, mais parmi eux figuraient également six Japonais, quatre Allemands, trois Taïwanais, deux Américains, deux Britanniques, deux Canadiens, un Australien, un Belge, un Néerlandais, un Français, un Italien, un Malaisien et un Suédois.
| Nationalité | Passagers | Équipage | Total |
| ----------- | --------- | -------- | ----- |
| Indonésie   | 205       | 12       | 217   |
| Japon       | 6         | 0        | 6     |
| Malaisie    | 6         | 0        | 6     |
| Allemagne   | 4         | 0        | 4     |
| France      | 3         | 0        | 3     |
| Taïwan      | 3         | 0        | 3     |
| Canada      | 2         | 0        | 2     |
| Royaume-Uni | 2         | 0        | 2     |
| États-Unis  | 1         | 0        | 1     |
| Italie      | 1         | 0        | 1     |
| Belgique    | 1         | 0        | 1     |
| Suède       | 1         | 0        | 1     |
| Australie   | 1         | 0        | 1     |
| Pays-Bas    | 1         | 0        | 1     |
| Total       | 222       | 12       | 234   |

Quarante-huit des corps retrouvés sur le lieu de l'accident n'ont jamais été identifiés et ont été enterrés dans une fosse commune dans un cimetière à l'extérieur de l'aéroport de Medan. Les 186 corps restants ont été identifiés et rendus à leurs familles pour un enterrement privé.

## Enquête et causes de l'accident

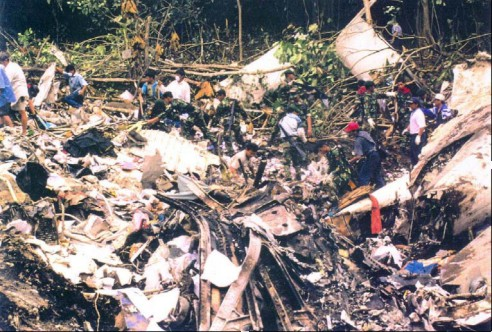
Photo du site du crash du vol 152, qui montre les restes pulvérisés de la section arrière du fuselage.

Les causes principales de l'accident, selon le rapport officiel du Comité national pour la sécurité dans les transports (NTSC), sont la confusion et l'erreur concernant la direction du virage à effectuer pour l'approche finale, qui a eu lieu à un moment critique pendant le guidage radar vers l'aéroport, ce qui a réduit la conscience de l'équipage concernant leur altitude, alors qu'il se concentrait sur les changements de cap de l'avion. Cela a amené l'avion à continuer de descendre en dessous de l'altitude assignée de 2000 pieds et à finalement heurter la cime des arbres.
Le rapport critique également la formation dispensée par la compagnie aérienne aux pilotes, qui volaient à la fois sur l'A300-600 et l'A300B4-FFCC. Le premier est équipé d’écrans de navigation numériques, tandis que le second est équipé d’instruments de bords analogiques. Bien que les deux soient suffisants pour effectuer des approches aux instruments, le commandant de bord a peut-être été dépassé en raison de son manque de familiarité avec les instruments analogiques de son appareil.
La défaillance de l'avertisseur de proximité du sol (GPWS) qui, pour des raisons indéterminées, n'a pas averti les pilotes de la présence du relief, et le système de guidage radar utilisé par les contrôleurs de l'aéroport de Medan, jugé inadéquat, ont également contribué à cet accident.

## Médias
L'accident a fait l'objet d'un épisode dans la série télé Air Crash nommé "Un virage fatal" (Saison 17 - Episode 5).